# José Cirilo Macizo Cañadas
José Cirilo Macizo Cañadas (Castilléjar, 9 de juliol de 1951) és un antic futbolista espanyol de la dècada de 1970.

## Trajectòria
Nascut a Andalusia, es formà futbolísticament a Catalunya. Amb l'equip Amateur del Barcelona es proclamà campió d'Espanya l'any 1971. A continuació jugà al Barcelona Atlètic, i el 1975 debutà amb el primer equip barcelonista. Jugà al Barça fins 1979, incloses dues cessions al Racing de Santander. En total disputà 54 partits i marcà 2 gols amb el Barça. A continuació jugà tres temporades al Recreativo de Huelva i acabà la seva carrera al CE Badia Cala Millor.